# 岡田太郎
岡田 太郎（おかだ たろう、1974年4月15日 - ）は、日本の俳優である。身長185cm、体重83kg、血液型はO型である。

## 人物
2007年9月12日に女優の田中美奈子と結婚し、1男1女を儲け、現在は家事と俳優業を行う。

## 出演

### テレビドラマ
- 火消し屋小町 （2004年、NHK）
- 水曜ミステリー9「多摩南署たたき上げ刑事・近松丙吉4 細い赤い糸」（2004年10月13日、テレビ東京） ‐ 井坂刑事
- アストロ球団（2005年、テレビ朝日） - 明智球八 役
- 銭湯の娘!?「まごころ不動産」（2006年、TBS） - 長崎 役
- 名探偵コナンドラマスペシャル第2弾「工藤新一の復活! 黒の組織との対決」（2007年12月17日、日本テレビ） - ウォッカ 役
- 土曜ワイド劇場「デパート仕掛け人!天王寺珠美の殺人推理2」（2008年、テレビ朝日） - 宮脇刑事 役
- 新・牡丹と薔薇 第17話（2015年、東海テレビ） - 柴崎 役

### 映画
- スペーストラベラーズ（2000年、東映）

### Vシネマ
- 極道の姐（2014年） - 三代目柳楽若頭補佐 柳楽雄二

### バラエティ番組
- 有吉ゼミ（日本テレビ）
- 私の何がイケないの?（TBS）